# Colorado Kid
Colorado Kid ist ein Kriminalroman des US-amerikanischen Schriftstellers Stephen King und wurde im Jahr 2005 unter dem Titel The Colorado Kid beim Titan-Books-Verlag unter dem Imprint Hard Case Crime erstveröffentlicht. The Colorado Kid ist der erste bei Hard Case Crime veröffentlichte Roman Kings. Danach wurden noch die King-Romane Joyland (2013) und Später (Later; 2021) bei Hard Case Crime veröffentlicht. Die deutsche Übersetzung von Andrea Fischer wurde im Jahr 2006 unter dem Titel Colorado Kid beim Ullstein-Verlag erstveröffentlicht. Colorado Kid ist Kings erster Roman nach dem Abschluss der Reihe Der Dunkle Turm.

## Inhalt
Der Kurzroman (184 Seiten im Original) erzählt von einem ungelösten Kriminalfall in den 1980er Jahren im US-Bundesstaat Maine. Die betagten Redakteure Dave Bowie und Vince Teague berichten der neuen Journalistin Stephanie McCann von dem Todesopfer, dem man wegen seiner Herkunft den Spitznamen Colorado Kid gab. Auch rückblickend und nach Stephanies zahlreichen Mutmaßungen kann der Fall nicht geklärt werden.

## Hintergrund
- Das Buch handelt von der Faszination des Rätsels an sich, denn jede Spur führt in eine neue Sackgasse; selbst die Frage, ob es sich überhaupt um einen Mord handelt, bleibt spekulativ. Wie bereits in Der Buick will King zeigen, dass nicht jede Geschichte im Leben einen klaren Anfang, eine Mitte und ein Ende hat. King selbst schreibt im Nachwort, dass diese Geschichte die Leser spalten wird; er schrieb sie basierend auf einem wahren Zeitungsausschnitt.
- Illustrator Glenn Chadbourne, der in Zusammenhang mit Stephen King vor allem für The Secretary of Dreams verantwortlich zeichnet, hat auch für eine Sonderausgabe von Colorado Kid Illustrationen entworfen.

## Hörbuch
Das englische Hörbuch wurde von Jeffrey DeMunn eingesprochen. Er war zuvor bereits Sprecher des Hörbuchs zu Duddits und hat außerdem in einer Reihe von King-Verfilmungen mitgewirkt.

## Verfilmung
Eine lose Adaption als Fernsehserie wurde Ende 2009 vom amerikanischen Spartensender Syfy in Auftrag gegeben und wurde von Juli 2010 bis Dezember 2015 unter dem Titel Haven ausgestrahlt.